# Pterostichus dimorphus
Pterostichus dimorphus (лат.) — вид жуков рода птеростихи (Pterostichus) семейства жужелицы. Эндемик Китая, Юньнань, Чусюн-Ийский автономный округ (Даяо): Xiaobaicaoling, Zhuanwanhe station (N26.07700°, E101.03183°), высота 2881 м.

## Описание
Отличается от близких видов единственной средне-латеральной щетинкой на пронотуме, округлыми задними углами переднеспинки и строением гениталий.
Наземные подвижные жуки чёрного цвета (усики и лапки тёмно-коричневые), длиной около 1 см (11,5 — 11,9 мм). Глаза крупные, выпуклые; развиты две супраорбитальные щетинки. Пронотум округлый. Средние бёдра ног с двумя щетинками по заднему краю и одним коротким субапикальным шипиком; тазики задних ног с двумя щетинками; задние вертлуги с одной сетой. VIII-й стернум брюшка самок с полупрозрачной областью в середине. Вид был впервые описан в 2015 году китайскими энтомологами Х. Ши (College of Forestry, Beijing Forestry University, Пекин, Китай) и Х. Ляном (Institute of Zoology, Chinese Academy of Sciences, Пекин) и включён в состав подрода Circinatus.